# Triconodonta
Triconodonta je dávno vyhynulá skupina druhohorních savců, která stojí vývojově přibližně mezi vejcorodými a živorodými. Žili v období pozdního triasu až nejpozdnější křídy (asi před 215 až 66 miliony let). Byli zřejmě převážně hmyzožravci, ale také oportunistickými mrchožrouty a predátory menších obratlovců.

## Popis
Jejich jméno, které znamená „tři kuželovité zuby“, je založeno na jejich základní charakteristice. Jejich morfologie je typická pro primitivní savce: byli malí, pokrytí srstí a měli dlouhý ocas. Pravděpodobně to byli noční živočichové, díky čemuž unikali před predací a konkurencí ze strany menších teropodních dinosaurů. Obývali nory, v noci lovili malé plazy a hmyz. Nově objevené fosilie z Číny ale ukazují, že někteří z nich mohli lovit také malé dinosaury. Posledním objeveným trikonodontem je Yanoconodon allini, který je významný tím, že poskytuje informace o rané evoluci středního ucha.
Jejich čelistní aparát již umožňoval poměrně efektivní způsob kousání a žvýkání, což dokládá výzkum fosilních čelistí pozdně jurského rodu Priacodon.

## Systém

### Primitivní trikonodonti
- ?Hallautherium, Clemens, 1980
- ?Ichthyoconodon jaworowskorum, Sigogneau-Russell, 1995
- ?Dyskritodon, Sigogneau-Russell, 1995
  - Dyskritodon amazighi, Sigogneau-Russell, 1995
  - Dyskritodon indicus, Prasad a Manhas, 2002
- Austrotriconodontidae, Bonaparte, 1990
  - Austrotriconodon, Bonaparte, 1986
    - Austrotriconodon mckennai, Bonaparte, 1986
    - Austrotriconodon sepulvedai, Bonaparte, 1992

### Eutriconodonta
- Jeholodentidae, Luo, Chen, Li, Chen, 2007
  - Jeholodens jenkinsi, Ji, Luo a Ji, 1999
  - Yanoconodon allini, Luo, Chen, Li, Chen, 2007
- Amphilestidae, Osborn, 1888
  -  ?Liaotherium gracile, Zhou, Cheng a Wang, 1991
  - Amphilestes broderipii, Owen, 1845
  - Aploconodon comoensis, Simpson, 1925
  - Comodon gidleyi (Simpson, 1925)
  - Klamelia zhaopengi Chow a Rich, 1984
  -  ?Paikasigudodon yadagirii, Prasad a Manhas, 2002
  - Phascolotherium bucklandi, Broderip, 1828
  - Tendagurodon janenschi, Heinrich, 1998
  - Triconolestes curvicuspis, Engelmann a Callison, 1998
- Gobiconodontidae Chow a Rich, 1984
  -  ?Meemannodon lujiatunensis, Meng, Hu, Wang a Li, 2005
  - Gobiconodon, Trofimov, 1978
    - Gobiconodon ostromi, Jenkins and Schaff, 1988
    - Gobiconodon borissiaki, Trofimov, 1978
    - Gobiconodon hoburensis, (Trofimov, 1978)
    - Gobiconodon hopsoni, Rougier, Novacek, McKenna a Wible, 2001
    - Gobiconodon zofiae, Li, Wang, Hu, Meng, 2003

  - Hangjinia, Godefroit a Guo, 1999
    - Hangjinia chovi, Godefroit a Guo, 1999
- Repenomamidae, Li, Wang, Wang, Li, 2000
  - Repenomamus robustus, Li, Wang, Wang, Li, 2000
  - Repenomamus giganticus, Hu, Meng, Wang, Li, 2005
- Triconodontidae, Marsh, 1887
  - Triconodon mordax, Owen, 1859
  - Priacodon, Marsh, 1887
    - Priacodon fruitaensis, Rasmussen a Callison, 1981
    - Priacodon robustus (Marsh, 1879)
    - Priacodon ferox (Marsh, 1880)
    - Priacodon grandaevus Simpson, 1925
    - Priacodon lulli Simpson, 1925

  - Trioracodon, Simpson, 1928
    - Trioracodon ferox (Owen, 1871)
    - Trioracodon major (Owen, 1871)
    - Trioracodon bisulcus (Marsh, 1880)
    - Trioracodon oweni Simpson, 1928

  - Jugulator amplissimus, Cifelli a Madsen, 1998
  - Alticonodon lindoei, Fox, 1969
  - Arundelconodon hottoni, Cifelli, Lipka, Schaff a Rowe, 1999
  - Corviconodon, Cifelli, Wible, a Jenkins, 1998
    - Corviconodon utahensis, Cifelli a Madsen, 1998
    - Corviconodon montanensis, Cifelli, Wible, a Jenkins, 1998

  - Astroconodon, Patterson, 1951
    - Astroconodon denisoni, Patterson, 1951
    - Astroconodon delicatus, Cifelli a Madsen, 1998
    - Indotriconodon magnus, Bajpai et al., 2024[4]